# Автомобільні шляхи Херсонської області
Автомобі́льні шляхи́ Херсонської області — мережа доріг на території Херсонщини, що об'єднує між собою населені пункти та окремі об'єкти та призначена для руху транспортних засобів, перевезення пасажирів та вантажів.

## Дороги державного значення

### Міжнародні автомобільні дороги
| Індекс та номер дороги | Маршрут у межах області | Протяжність у межах області, км |
| ---------------------- | --- | ------------------------------- |
| E58 М14                | Миколаївська область — Чорнобаївка Т 2215 — Херсон М17 • Р47 • Т 1501 — Наддніпрянське Р47 • Т 1505 — Р47 • Т 0403 — Нова Каховка Р47 • Т 2202 • Т 2210 — Малокаховка Р47 • Т 2214 — Р47 • Т 0804 — Петропавлівка Р47 — Т 2209 — Запорізька область | 216 км                          |
| E97 М17                | Херсон М14 • Р47 • Т 1501 — Олешки Р57 — Рідне Т 2210 — Т 2213 — Автономна Республіка Крим | 124 км                          |
| E105 М18               | Запорізька область — Т 2209 — Р47 — Автономна Республіка Крим | 67 км                           |

### Регіональні автомобільні дороги
| Індекс та номер дороги | Маршрут у межах області | Протяжність у межах області, км |
| ---------------------- | --- | ------------------------------- |
| Р47                    | Херсон М14 • М17 • Т 1501 — Наддніпрянське М14 • Т 1505 — М14 • Т 0403 — Нова Каховка М14 • Т 2202 • Т 2210 — Малокаховка М14 • Т 2214 — М14 • Т 0804 — Петропавлівка М14 — Чкалове — Під'їзд до заповідника «Асканія-Нова» — М18 — Генічеськ Т 2209 | 199,2 км                        |
| Р57                    | Олешки М17 — Гола Пристань Т 2216 — Скадовськ Т 2213 | 80,9 км                         |

### Територіальні автомобільні дороги
| Індекс та номер дороги | Маршрут у межах області                                                                | Протяжність у межах області, км |
| ---------------------- | -------------------------------------------------------------------------------------- | ------------------------------- |
| Т 2202                 | Нова Каховка М14 • Р47 • Т 2210 — Цукури Т 2210 — Чаплинка — Автономна Республіка Крим | 73,7 км                         |
| Т 2207                 | Т 0403 — Високопілля — Берислав Т 0403                                                 | 127,2 км                        |
| Т 2208                 | Т 0804 — Верхній Рогачик — Нижні Сірогози Т 2209                                       | 65,6 км                         |
| Т 2209                 | Велика Лепетиха Т 0804 — Нижні Сірогози Т 2208 — М14 — М18 — Генічеськ Р47             | 136,1 км                        |
| Т 2210                 | Нова Каховка М14 • Р47 • Т 2202 — Цукури Т 2202 — Ленінка М17                          | 48,2 км                         |
| Т 2213                 | Скадовськ Р57 — М17                                                                    | 31,5 км                         |
| Т 2214                 | Малокаховка М14 • Р47 — Каховка                                                        | 3,8 км                          |
| Т 2215                 | Чорнобаївка М14 — Аеропорт «Херсон» (Чорнобаївка)                                      | 3 км                            |
| Т 2216                 | Гола Пристань Р57 — Залізний Порт                                                      | 50,8 км                         |

Частково територією області проходять територіальні автомобільні дороги інших областей
| Індекс та номер дороги | Маршрут у межах області                                           | Протяжність у межах області, км |
| ---------------------- | ----------------------------------------------------------------- | ------------------------------- |
| Т 0403                 | Дніпропетровська область — Т 2207 — Берислав Т 2207 — М14 • Р47   | 95 км                           |
| Т 0443                 | Дніпропетровська область Заградівка Т 0447 — Миколаївська область | 14 км                           |
| Т 0804                 | Запорізька область — Т 2208 — Велика Лепетиха Т 2209 — М14 • Р47  | 88 км                           |
| Т 1501                 | Херсон М14 • М17 • Р47 — Станіслав — Миколаївська область         | 52 км                           |
| Т 1505                 | Наддніпрянське М14 • Р47 — Миколаївська область                   | 11 км                           |